# Bałachonowskoje
Bałachonowskoje (ros. Балахоновское) – wieś w Rosji, w Kraju Stawropolskim, w rejonie koczubiejewskim. W 2010 liczyła 4443 mieszkańców.